# Kappa Cancri
Désignations
Kappa Cancri (en abrégé κ Cnc) est une étoile binaire de la constellation zodiacale du Cancer. Elle est faiblement visible à l'œil nu avec une magnitude apparente visuelle de +5,23. La différence de magnitude entre les deux étoiles est d'environ 2,6. Sur la base d'une parallaxe annuelle de 6,50 mas, le système est situé à 502 ± 16 a.l. (∼ 154 pc) du Soleil.
Il s'agit d'une étoile binaire spectroscopique, avec une période orbitale de 6,39 jours et une excentricité de 0,13. La primaire, composante A, est de type spectral B8 IIIp, indiquant qu'il s'agit d'une étoile géante de type B. C'est une étoile à mercure et manganèse, un type d'étoile chimiquement particulière présentant une importante surabondance de ces deux éléments dans son atmosphère externe. Elle est classée comme variable de type Alpha2 Canum Venaticorum et sa luminosité varie entre les amplitudes +5,22 et +5,27 sur une période de 5 jours.
La composante primaire a 4,5 fois la masse du Soleil, 5 fois le rayon du Soleil et une température effective de 13200 K. La secondaire, composante B, est une étoile plus petite avec 2,1 fois la masse et 2,4 fois le rayon du Soleil, ayant une température effective de 8500 K.